# Calma Tour
Calma Tour es una gira musical del conocido cantautor y escritor español José Luis Perales. Con esta gira promociona el álbum publicado bajo el sello discográfico de Universal Music Group, lanzado en 2016: Calma -en el que colaboró su hijo Pablo-;  grabado desde la ciudad de Los Ángeles y Praga (República Checa).

## Recepción
Inicia en el mes de mayo en España, en donde recorrerá varias ciudades del país: Valencia, Palma de Mallorca, Sevilla, Burgos, Granada, Barcelona, Madrid, Santa Cruz de Tenerife, Las Palmas de Gran Canaria y entre otras, de las que estará programado dar un concierto en Cuenca para rememorar su infancia en estas tierras. Estará participando, además, en el  Starlite Festival 2016 en la ciudad de Marbella. 
Luego de una gira que terminará hasta septiembre por España, regresa a América Latina y Estados Unidos, iniciando el 1 de octubre en Asunción, Paraguay. De Allí, partirá hacia Uruguay, Argentina (siete conciertos), Perú (dos conciertos), Chile, Ecuador y Colombia (tres conciertos), en un primer momento, para luego pasar a Norteamérica con dos fechas confirmadas en Nueva York y Miami.
Se espera que en los próximos meses se confirmen más fechas para el año 2016 y el 2017. Para el año 2017, ya se confirmó una nueva fecha en Barcelona (19 de enero de 2017 en el Palacio de la Música Catalana).

## Fechas de la gira[1]
| Europa                   |                            |                      |                                          |
| 7 de mayo de 2016        | Valencia                   | España               | Palau de les Arts Reina Sofía            |
| 13 de mayo de 2016       | Palma de Mallorca          | España               | Trui Teatre                              |
| 20 de mayo de 2016       | Burgos                     | España               | Forum Evolución Burgos                   |
| 27 de mayo de 2016       | Sevilla                    | España               | Auditorio Fibes                          |
| 3 de junio de 2016       | Granada                    | España               | Palacio de Exposiciones y Congresos      |
| 8 de junio de 2016       | Barcelona                  | España               | Palacio de la Música Catalana            |
| 11 de junio de 2016      | Santa Cruz de Tenerife     | España               | Auditorio de Tenerife                    |
| 12 de junio de 2016      | Las Palmas de Gran Canaria | España               | Auditorio Alfredo Kraus                  |
| 24 de junio de 2016      | Cuenca                     | España               | Plaza de toros de Cuenca                 |
| 8 de julio de 2016       | Madrid                     | España               | Teatro Real                              |
| 22 de julio de 2016      | Ávila                      | España               | Plaza de toros de Ávila                  |
| 30 de julio de 2016      | Leganés                    | España               | Teatro Egaleo                            |
| 4 de agosto de 2016      | Marbella                   | España               | Starlite Marbella                        |
| 4 de septiembre de 2016  | Calasparra                 | España               | Polideportivo Municipal La Caverina      |
| 9 de septiembre de 2016  | Mérida                     | España               | Teatro romano de Mérida                  |
| 17 de septiembre de 2016 | Logroño                    | España               | Riojaforum                               |
| 24 de septiembre de 2016 | La Coruña                  | España               | Palacio de la Ópera                      |
| América Latina           |                            |                      |                                          |
| 1 de octubre de 2016     | Asunción                   | Paraguay             | Centro de Convenciones de la CONMEBOL    |
| 4 de octubre de 2016     | Salta                      | Argentina            | Teatro Provincial de Salta               |
| 6 de octubre de 2016     | San Miguel de Tucumán      | Argentina            | Club Caja Popular                        |
| 8 de octubre de 2016     | Ciudad de Córdoba          | Argentina            | Orfeo Superdomo                          |
| 11 de octubre de 2016    | Montevideo                 | Uruguay              | Auditorio Nacional del Sodre             |
| 12 de octubre de 2016    | Montevideo                 | Uruguay              | Auditorio Nacional del Sodre             |
| 15 de octubre de 2016    | Buenos Aires               | Argentina            | Luna Park                                |
| 16 de octubre de 2016    | Rosario                    | Argentina            | Metropolitano Rosario                    |
| 18 de octubre de 2016    | Mendoza                    | Argentina            | Arena Maipú                              |
| 20 de octubre de 2016    | San Juan                   | Argentina            | Auditorio Juan Victoria                  |
| 23 de octubre de 2016    | Santiago de Chile          | Chile                | Movistar Arena                           |
| 25 de octubre de 2016    | Lima                       | Perú                 | Gran Teatro Nacional del Perú            |
| 26 de octubre de 2016    | Lima                       | Perú                 | Gran Teatro Nacional del Perú            |
| 29 de octubre de 2016    | Quito                      | Ecuador              | Teatro Nacional Sucre                    |
| 1 de noviembre de 2016   | Bogotá                     | Colombia             | Teatro Jorge Eliécer Gaitán              |
| 3 de noviembre de 2016   | Cali                       | Colombia             | Teatro Jorge Isaacs                      |
| 4 de noviembre de 2016   | Medellín                   | Colombia             | Teatro Metropolitano de Medellín         |
| 8 de noviembre de 2016   | São Paulo                  | Brasil               | Teatro Municipal de São Paulo            |
| Norteamérica             |                            |                      |                                          |
| 11 de noviembre de 2016  | Nueva York                 | Estados Unidos       | Beacon Center                            |
| 13 de noviembre de 2016  | Miami                      | Estados Unidos       | James L. Knight International            |
| Europa                   |                            |                      |                                          |
| 19 de enero de 2017      | Barcelona                  | España               | Palacio de la Música Catalana            |
| 21 de enero de 2017      | Almería                    | España               | Auditorio de El Ejido                    |
| 28 de enero de 2017      | Bilbao                     | España               | Palacio Euskalduna                       |
| América Latina           |                            |                      |                                          |
| 4 de febrero de 2017     | Córdoba                    | Argentina            | Festival Villa María                     |
| 7 de febrero de 2017     | Punta del Este             | Uruguay              | SIN CONFIRMAR                            |
| 10 de febrero de 2017    | Santo Domingo              | República Dominicana | Anfiteatro Nuryn Sanlley                 |
| 12 de febrero de 2017    | San Juan                   | Puerto Rico          | Teatro Bellas Artes                      |
| 14 de febrero de 2017    | San José                   | Costa Rica           | Teatro Popular Melico Salazar            |
| 15 de febrero de 2017    | San José                   | Costa Rica           | Teatro Popular Melico Salazar            |
| 16 de febrero de 2017    | Ciudad de Panamá           | Panamá               | Centro de Convenciones ATLAPA            |
| 18 de febrero de 2017    | San Salvador               | El Salvador          | Teatro Presidente                        |
| 21 de febrero de 2017    | Managua                    | Nicaragua            | Teatro Nacional Rubén Darío              |
| 23 de febrero de 2017    | Tegucigalpa                | Honduras             | Teatro Universitario                     |
| 25 de febrero de 2017    | Ciudad de Guatemala        | Guatemala            | Centro Cultural Miguel Ángel Asturias    |
| 28 de febrero de 2017    | Tijuana                    | México               | Centro Cultural Tijuana                  |
| 2 de marzo de 2017       | Ciudad Juárez              | México               | Centro Cultural Paso del Norte           |
| 4 de marzo de 2017       | Monterrey                  | México               | Auditorio Banamex                        |
| 6 de marzo de 2017       | Ciudad de Querétaro        | México               | Auditorio Josefa Ortiz Domínguez         |
| 8 de marzo de 2017       | Guadalajara                | México               | Auditorio Telmex                         |
| 10 de marzo de 2017      | Puebla                     | México               | SIN CONFIRMAR                            |
| 11 de marzo de 2017      | Ciudad de México           | México               | Auditorio Nacional de México             |
| Europa                   |                            |                      |                                          |
| 7 de mayo de 2017        | San Sebastián              | España               | Palacio de Congresos y Auditorio Kursaal |
| 27 de mayo de 2017       | Roquetas del Mar           | España               | Teatro Auditorio Roquetas de Mar         |
| 3 de junio de 2017       | Valladolid                 | España               | Centro Cultural Miguel Delibes           |
| 8 de junio de 2017       | Cartagena                  | España               | Auditorio Parque Torres                  |
| 17 de junio de 2017      | Zaragoza                   | España               | Auditorio de Zaragoza                    |
| 24 de junio de 2017      | Albacete                   | España               | Plaza de toros de Albacete               |
| 28 de junio de 2017      | Madrid                     | España               | Wizink Center                            |
| 1 de julio de 2017       | Santander                  | España               | Palacio de Festivales de Cantabria       |

### Conciertos cancelados y/o reprogramados
| Fecha              | Ciudad, País    | Lugar           | Motivo                                                                         |
| ------------------ | --------------- | --------------- | ------------------------------------------------------------------------------ |
| 27 de mayo de 2016 | Sevilla, España | Auditorio FIBES | Reprogramado para el 18 de junio del 2016, por problemas de voz del cantautor. |